# Ferdinand Ulmer

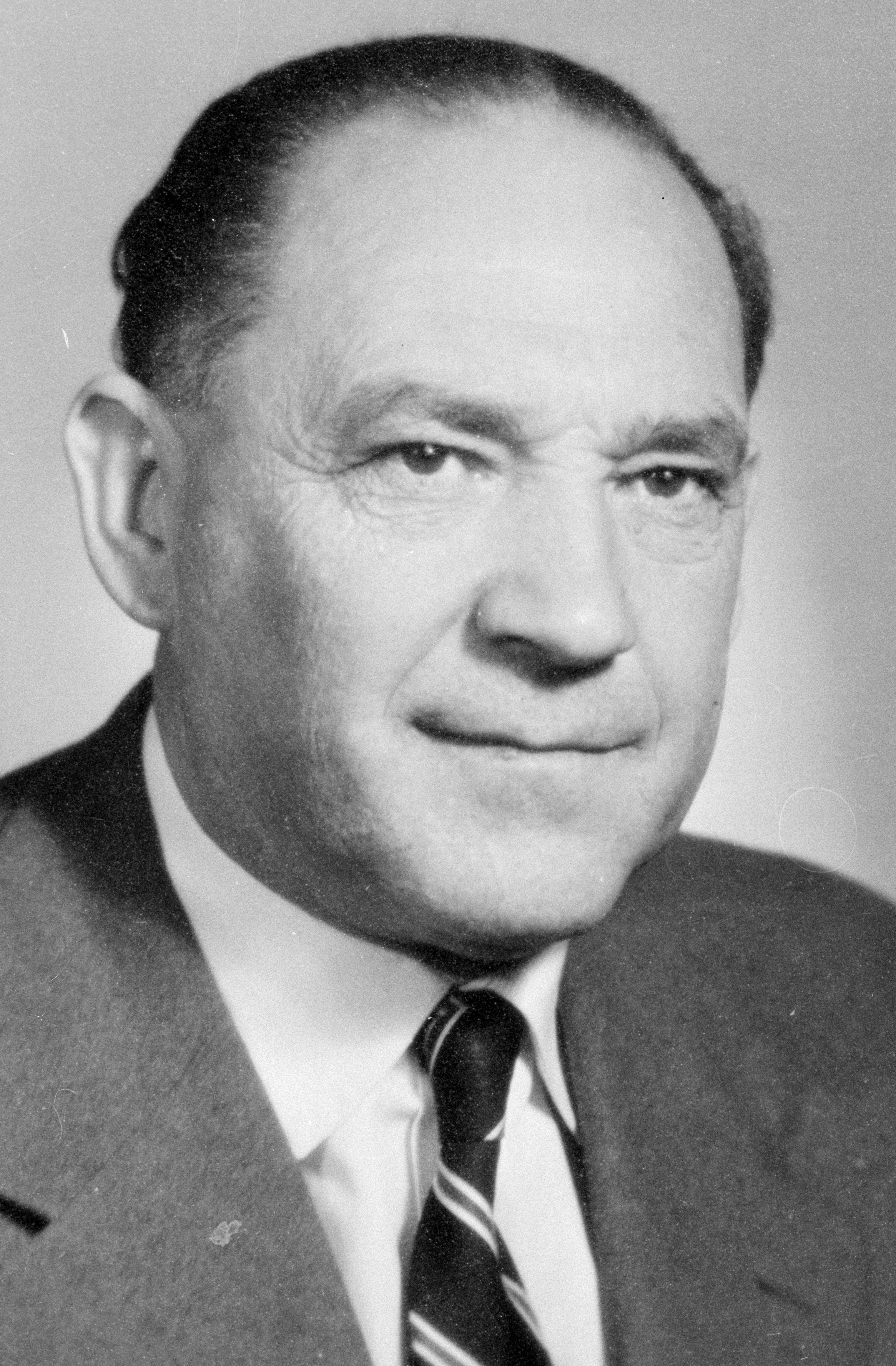
Ferdinand Ulmer

Ferdinand Ulmer (* 12. Oktober 1901 in Innsbruck; † 7. Juni 1974 ebenda) war ein österreichischer Politiker (WdU) und Universitätsprofessor. Ulmer war von 1949 bis 1954 sowohl vom Vorarlberger Landtag entsandtes Mitglied des österreichischen Bundesrats als auch Landesrat in der Vorarlberger Landesregierung.

## Leben und Wirken
Ferdinand Ulmer wurde am 12. Oktober 1901 in Innsbruck geboren und besuchte dort auch die Volksschule und das Gymnasium, wo er 1920 maturierte. Im Anschluss daran arbeitete er ab 1921 in verschiedenen Betrieben und studierte an den Universitäten Innsbruck und Berlin zunächst Staats- und Wirtschaftswissenschaften (Promotion 1924) und anschließend Rechtswissenschaften (Promotion 1928). Ab 1929 wirkte er als politische Hilfskraft in Innsbruck, 1932 wurde er Dozent für politische Ökonomie und Statistik an der Universität Innsbruck. Von 1934 bis 1937 übernahm Ulmer die Vertretung einer vakanten Lehrkanzel an der Universität, überschneidend arbeitete er von 1936 bis 1938 beim Arbeitsamt. Am 20. Mai 1938 beantragte er die Aufnahme in die NSDAP und wurde rückwirkend zum 1. Mai aufgenommen (Mitgliedsnummer 6.265.979). 1939 wurde er Mitarbeiter der Landesstelle für Bauernentschuldung, ehe er 1940 zum außerordentlichen Universitätsprofessor ernannt wurde. Von 1942 bis 1945 war er schließlich an der Universität Innsbruck ordentlicher Universitätsprofessor für allgemeine Volkswirtschaftslehre.
Ulmer übernahm am 1. Juli 1944 zudem das Volkswirtschaftliche Institut der Reinhard-Heydrich-Stiftung.
Im Jahr 1945 übernahm Ferdinand Ulmer die Leitung des Statistischen Amts der Vorarlberger Landesregierung. Nach der Landtagswahl in Vorarlberg 1949 wurde Ulmer Mitglied der Landesregierung als Landesrat ohne Geschäftsbereich. Zusätzlich wurde er im selben Jahr am 25. Oktober vom Vorarlberger Landtag als Mitglied des Bundesrats nach Wien entsandt. Beide politischen Ämter führte er bis zum Jahr 1954 aus.